# Ternstroemia microphylla
Ternstroemia microphylla är en tvåhjärtbladig växtart som beskrevs av Elmer Drew Merrill. Ternstroemia microphylla ingår i släktet Ternstroemia och familjen Pentaphylacaceae. Inga underarter finns listade i Catalogue of Life.